# Сайънс (списание)
„Сайънс“ (на английски: Science, в превод от англ. — Наука), често споменавано и като „Сайънс Магазин“, е научно списание на Американската асоциация за съдействие развитието на науката (на английски: The American Association for the Advancement of Science, AAAS), представящо най-новите открития в областта на науката по света. Смята се (наред със списанието „Нейчър“) за едно от най-авторитетните научни списания. Започва да излиза през 1880 г. Списанието е рецензируемо, излиза ежеседмично и има примерно 130 000 абоната на хартиеното издание. Тъй като абонаментът на организации и достъпът чрез интернет образуват доста по-голяма аудитория, броят на неговите читатели се оценява на един милион души.
Основният фокус на списанието е публикуването на важни оригинални научни изследвания и рецензии за научни изследвания, но „Сайънс“ също публикува свързани с науката новини, становища относно научната политика и други въпроси, които представляват интерес за учени и всички други, които се занимават с всеобхватното значение на науката и технологиите. За разлика от повечето научни списания, които се фокусират върху конкретна област, „Сайънс“ и нейният конкурент „Нейчър“ обхващат целия спектър от научни дисциплини. Според „Джърнъл Сайтейшън Рипортс“, за 2019 г. „Сайънс“ има импакт фактор 41,845.
Въпреки че „Сайънс“ е списанието на Американската асоциация за съдействие развитието на науката, членството в Асоцияцията не е условие за публикуване в него. Статии се приемат от автори от целия свят. Конкуренцията за публикуване в „Сайънс“ е много голяма, тъй като статия, публикувана в толкова цитирано списание, може да доведе до повишено внимание към авторите и напредък в кариерата им. За публикуване се одобряват по-малко от 7% от постъпилите статии.
Списанието излиза на английски език. „Сайънс“ е базирано в гр. Вашингтон, САЩ; има още и офис в Кеймбридж, Великобритания.

## История
„Сайънс“ е основано през 1880 г. от нюйоркския журналист Джон Майкълз (на английски: John Michaels) при финансовата поддръжка на Томас Алва Едисон, а по-късно, и на Александър Бел. Списанието обаче не успява да събере достатъчен брой абонати, и спира да се издава през март 1882 г. Ентомологът Самюел Хабърд Скадер (на английски: Samuel Hubbard Scudder) възстановява списанието след една година. През 1894 г. „Сайънс“ отново има финансови трудности, и е продадено на психолога Джеймс Кетъл (на английски: James McKeen Cattell) за 500 долара.
В съответствие със споразумението, сключено между Кетъл и администрацията на Американската асоциация за съдействие развитието на науката, „Сайънс“ през 1900 г. става списание на Американската асоциация. През първата четвърт на XX век в „Сайънс“ са публикувани много важни научни работи – такива като статиите по генетика на плодовите мушици (Томас Морган), за гравитационните лещи (Алберт Айнщайн) и за спиралните галактики (Едуин Хабъл). След смъртта на Кетъл през 1944 г. списанието напълно преминава към Американската асоциация за съдействие развитието на науката.